# Ligne Witten/Dortmund-Oberhausen/Duisbourg
La ligne Witten/Dortmund-Oberhausen/Duisbourg est l'une des lignes ferroviaires les plus importantes et les plus fréquentées d'Allemagne. Il s'agit de l'axe principal du transport ferroviaire de voyageurs longue distance et local sur l'axe est-ouest de la région de la Ruhr et desservie par l'Intercity-Express, l'Intercity, le Regional-Express, le Regionalbahn et le S-Bahn Rhin-Ruhr .
Strictement parlant, cette ligne principale se compose aujourd'hui de deux lignes parallèles à double voie pour les trains longue distance et les trains S-Bahn, qui partagent une voie sur certaines sections, mais ont des itinéraires complètement indépendants sur plusieurs sections. La ligne ferroviaire longue distance suit en grande partie le tracé historique de la ligne construite en 1860-1862 par la Compagnie des chemins de fer bergeois-marckois en suivant sa ligne principale Elberfeld-Dortmund.

## Histoire
Lors de la construction de sa ligne principale entre 1845 et 1847, la compagnie des chemins de fer de Cologne-Minden (CME en abrégé) évite largement les terrains vallonnés le long de la Ruhr et de la Wupper afin de minimiser les coûts de construction et d'exploitation de la ligne. Cela signifie qu'elle est coupée des mines de charbon qui se sont ouvertes au milieu du XIXe siècle sur la rive nord de la Ruhr. En revanche, la Compagnie des chemins de fer bergeois-marckois (BME) a créé entre 1847 et 1849, avec sa ligne principale, une liaison ferroviaire entre la zone hautement industrialisée de la vallée de la Wupper et le pays de Berg en direction de l'Est et n'a donc pas hésité à développer la zone entre la Ruhr et l'Ems. L'objectif de la route de la Ruhr est notamment de créer une liaison lucrative vers les mines de charbon situées au nord de la Ruhr.

### Construction du tracé original
La gare la mieux située pour ce projet est celle de Witten, d'où la BME commence à construire sa ligne vers l'Ouest. Le 26 octobre 1860, le premier tronçon de la ligne de Witten BME à Bochum BME (anciennement Bochum-Sud, Bochum Hbf) est ouvert au trafic voyageurs. Le 1er mars 1862, la section de Bochum via Steele, Essen BME, Mülheim BME (de) et Styrum jusqu'à Oberhausen BME est ouverte, quelques semaines plus tard, le 1er mai 1862, la section de Styrum à Duisbourg BME est achevée à l'Ouest. La même année, la ligne est prolongée de Langendreer BME (de) vers l'Est jusqu'à Dortmund BME et est ouverte au trafic voyageurs le 5 octobre 1862.

### Ligne Styrum-Ruhrort
Au cours des années suivantes, la ligne est continuellement élargi et des voies de liaison sont ajoutées. Avec la construction en 1862 de la ligne ferroviaire reliant Witten à Duisbourg via Essen, les chemins de fer bergeois-marckois obtient son propre accès aux mines de charbon de la région de la Ruhr et est ainsi en mesure de concurrencer les chemins de fer de Cologne-Minden, qui y opérait jusqu'alors exclusivement. Afin de transporter le charbon vers la Belgique, les Pays-Bas et les ports maritimes de ces pays, il est décidé de construire une ligne de liaison de Mülheim-Styrum au port de la Ruhrort. Après que la BME a repris en 1864 la gestion opérationnelle et plus tard également les lignes de la Direction royale des chemins de fer Aix-la-Chapelle-Düsseldorf-Ruhrort (de), y compris la ligne Ruhrort-Homberg (de), elle construit sa propre ligne vers la Ruhrort depuis Styrum via Meiderich(-Sud), en partie parallèle à l'ancienne ligne de la CME depuis Oberhausen (de), qui est ouverte le 4 décembre 1867.
À la gare de Duisbourg-Meiderich-Sud (de), la ligne ferroviaire rejoint la ligne de Ruhrort (de) et poursuit son parcours jusqu'à la gare de Ruhrort (de), située directement à côté du port ferroviaire, où, jusqu'en 1907, il y a une liaison avec la rive gauche du Rhin et la compagnie de chemin de fer Aix-la-Chapelle-Düsseldorf-Ruhrort (de) via la ligne Ruhrort-Homberg (de). Une particularité opérationnelle est le croisement des voies entre Dümpten et Ratingsee, qui permet un itinéraire à double voie sans aiguillage sur le pont au-dessus du canal Rhin-Herne, qui n'est conçu que pour une exploitation à voie unique.
Depuis les années 1960, le transport de voyageurs est assuré par des autorails à batterie de la série ETA 150. Le trafic voyageurs sur la ligne ferroviaire reprend le 1er avril 1995, et l'arrêt complet suit en 1996. Le pont sur le canal Rhin-Herne est démoli après sa fermeture.

### Seconde ligne Essen-Bochum
Le 1er novembre 1874, il est ouvert pour la première fois au trafic de marchandises et deux mois plus tard, le 1er janvier 1875, une ligne supplémentaire est ouverte au trafic voyageurs, principalement à environ deux kilomètres plus au nord de la ligne existante, qui relie Essen BME via Wattenscheid BME (de) à Bochum BME, et de là avec un kilométrage continu via Bochum-Riemke et Herne-Rottbruch jusqu'à Herne BME est parti. Plus tard, cet itinéraire est prolongé via Crange et Bismarck jusqu'à Oberhausen BME et retour jusqu'à Essen BME. Après le déménagement de la gare bergeoise-marckoise (Bochum BME) en 1957 vers l'actuelle gare centrale de Bochum, un court tronçon de ligne entre l'ancienne gare centrale et Bochum West est fermé. À la place, une courbe de liaison est créée en 1979 en direction de l'Est depuis la nouvelle gare centrale vers Bochum-Ouest.
Depuis lors, cette ligne est divisée en deux parties différentes, la section ouest est désormais utilisée par le trafic longue distance et régional entre Duisbourg et Dortmund (sinon, elle utilise l'itinéraire d'origine), tandis que la branche nord n'est actuellement utilisée que par le train régional RB 46 « ligne de la Bonne chance (de) » et trafic de marchandises. Ce dernier est généralement poursuivi sur le « Rollbahn » en direction de Münster ou sur la « ligne de la vallée de l'Emscher (de) » jusqu'à Duisbourg.

### Extension du S-Bahn
Dans le cadre de la construction du S-Bahn Rhin-Ruhr, des travaux commencent au début des années 1970 pour étendre le tracé à au moins quatre voies. Le 23 septembre 1973, le tronçon entre l'ancienne gare de Mülheim-Eppinghofen (aujourd'hui gare centrale de Mülheim (de)) et la gare de Mülheim-Styrum (de) est inauguré, le 10 décembre 1973, un autre tronçon suit jusqu'à la gare centrale de Duisbourg. Avec l'ouverture du service S-Bahn, le trafic longue distance sur le tronçon allant de Mülheim-Styrum à la gare centrale d'Oberhausen est supprimé.
Après l'ouverture de deux autres sections le 11 mars 1974 entre la gare centrale d'Essen et Essen-Steele (de) ainsi qu'Essen-Ouest et la désormais nommée gare centrale de Mülheim, la ligne S-Bahn S 1 entre Duisbourg-Großenbaum et la gare centrale de Bochum et la ligne S 3 entre la gare centrale d'Oberhausen et Hattingen est ouverte au public. L'Université de Dortmund, fondée en 1968, devant être reliée au réseau S-Bahn, les travaux sont réalisés jusqu'au 24 septembre 1983 un itinéraire complètement nouveau – en partie souterrain – entre Bochum-Langendreer et Dortmund-Dorstfeld, d'où la ligne suit à nouveau le tracé historique jusqu'à la gare centrale de Dortmund.

### Extension du transport longue distance et régional
Afin de soulager la ligne ferroviaire surchargée Elberfeld-Dortmund entre la gare centrale de Witten (de) et la gare centrale de Dortmund, une ligne de raccordement supplémentaire sous le numéro de route 2125 est construite depuis la jonction Stockumer Straße à Bochum-Langendreer jusqu'à la jonction de Lütgendortmund via le tunnel Oberstraße de 565 mètres de long jusqu'à la ligne ferroviaire longue distance en direction de Dortmund et est ouverte le 29 mai 1988. Depuis lors, tous les trains Intercity et Intercity-Express circulent entre Wuppertal et Dortmund, ainsi que les deux lignes Regional-Express RE 4 (de) et RE 34 (de) sur cette section du parcours. Ceci s'applique également à certaines parties de la ligne IC 34.

### Arrêt partiel
Au début du XXe siècle, jusqu'à quatre voies parallèles sont utilisées exclusivement pour le transport de marchandises, puis avec le déclin de ce dernier après la Seconde Guerre mondiale sur cette ligne, ces voies sont progressivement désaffectées. Elles sont en partie remises en service dans le cadre de la construction du nouveau RER ou de la nouvelle ligne ferroviaire longue distance entre Witten et Dortmund. Récemment, seules des automotrices à batterie de la série 515 circulent sur le tronçon entre Duisbourg-Meiderich-Sud et Mülheim-Styrum. Toute la circulation est interrompue le 1er avril 1995, la section rouvre un peu plus d'un an plus tard le 1er mai 1996 est finalement fermé. Le quai sud de la gare de Duisbourg-Meiderich-Sud (de), le remblai ferroviaire à l'Est et le pont sur le canal Rhin-Herne sont immédiatement démantelés ; les voies restantes sont encore en partie inutilisées aujourd'hui.

## Situation actuelle

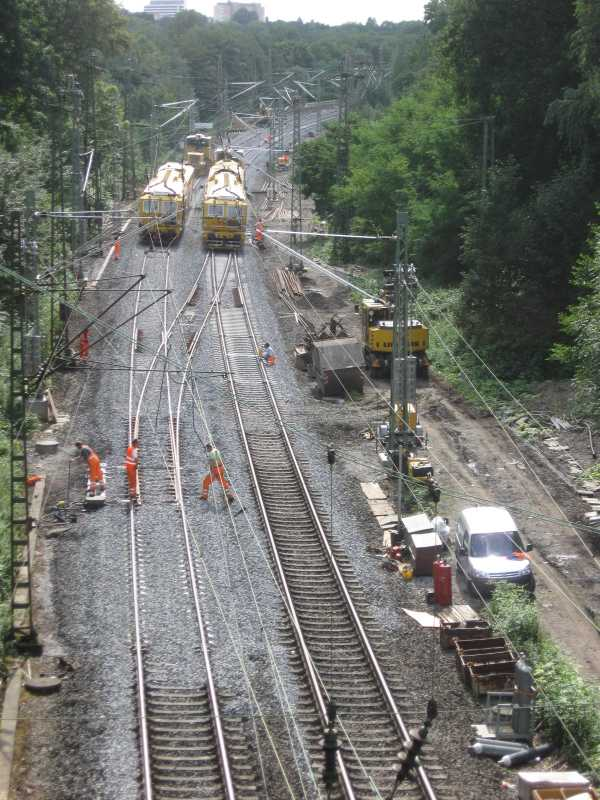
Travaux de construction ferroviaire à la jonction Essen-Kray-Sud

Depuis son ouverture, la ligne ferroviaire reliant Witten ou Dortmund à Oberhausen ou Duisbourg revêt une importance capitale pour le trafic ferroviaire dans la région de la Ruhr et est donc continuellement agrandie et modernisée ; les sections à six voies ne sont pas rares. La construction de la ligne aérienne débute à la fin des années 1950. Aujourd'hui, la ligne principale entre Dortmund et Duisbourg est à quatre voies sur toute sa longueur (entre Essen et Bochum et entre Bochum-Langendreer et Dortmund en partie sur des itinéraires séparés spatialement) et électrifiée, la vitesse de ligne autorisée est généralement de 150 à 160 km/h. Les lignes vers et depuis Witten sont à double voie et également électrifiées, la connexion occidentale est pour 120 km/h, celui de l'Est avec le tunnel Oberstraße jusqu'à 140 ou 155 km/h. En novembre 2013, lors de travaux de construction sur le terrain d'athlétisme de la gare centrale d'Essen, un tunnel minier est découvert, qui passe 24 mètres sous les voies. Par crainte des vibrations, la vitesse maximale est réduite à 5 km/h. Des déviations importantes des trains longue distance sont nécessaires. Le tunnel est comblé, mais d'autres cavités sont découvertes sous les voies. Les travaux de construction durent jusqu'à fin décembre 2013.
Plusieurs lignes sur l’axe Rhin-Ruhr (Mülheim-Styrum – Gare centrale de Duisbourg, Mülheim-Styrum-Gare centrale d'Essen, Gare centrale d'Essen–Gare centrale de Bochum, Gare centrale de Bochum– Gare centrale de Dortmund) sont classées comme « lignes ferroviaires surchargées » en 2014. Un premier plan d’augmentation de capacité est présenté en 2015. Un projet mis à jour est publié en décembre 2021.
En septembre 2020, un incendie impliquant un camion-citerne transportant du carburant sur l'A 40 détruit, entre autres, l'un des deux ponts avec lesquels l'itinéraire traverse l'A 40. Le pont est remplacé par un pont temporaire le 28 décembre 2020 (date d'ouverture).

## Service ferroviaire
Aujourd'hui, seule la ligne entre la gare centrale de Dortmund et la gare centrale de Duisbourg est desservie en continu, mais cela est fait par tous les types de trains :
Transport ferroviaire de voyageurs longue distance
En particulier, l'Intercity-Express circule sur la liaison est-ouest toutes les heures de la ligne ICE 10 (entre Berlin et Düsseldorf) et sur la liaison nord-sud toutes les deux heures de la ligne ICE 42 (entre Dortmund et Munich), en plus d'autres trains sur les lignes ICE 19, 41 (Duisbourg). – Essen toutes les heures) et la ligne 91. De plus, les trains Intercity sur les lignes IC 30, 34 et 51 circulent toutes les deux heures, tout comme divers trains sur les lignes 26, 32 et 55 .
Transport ferroviaire local de voyageurs

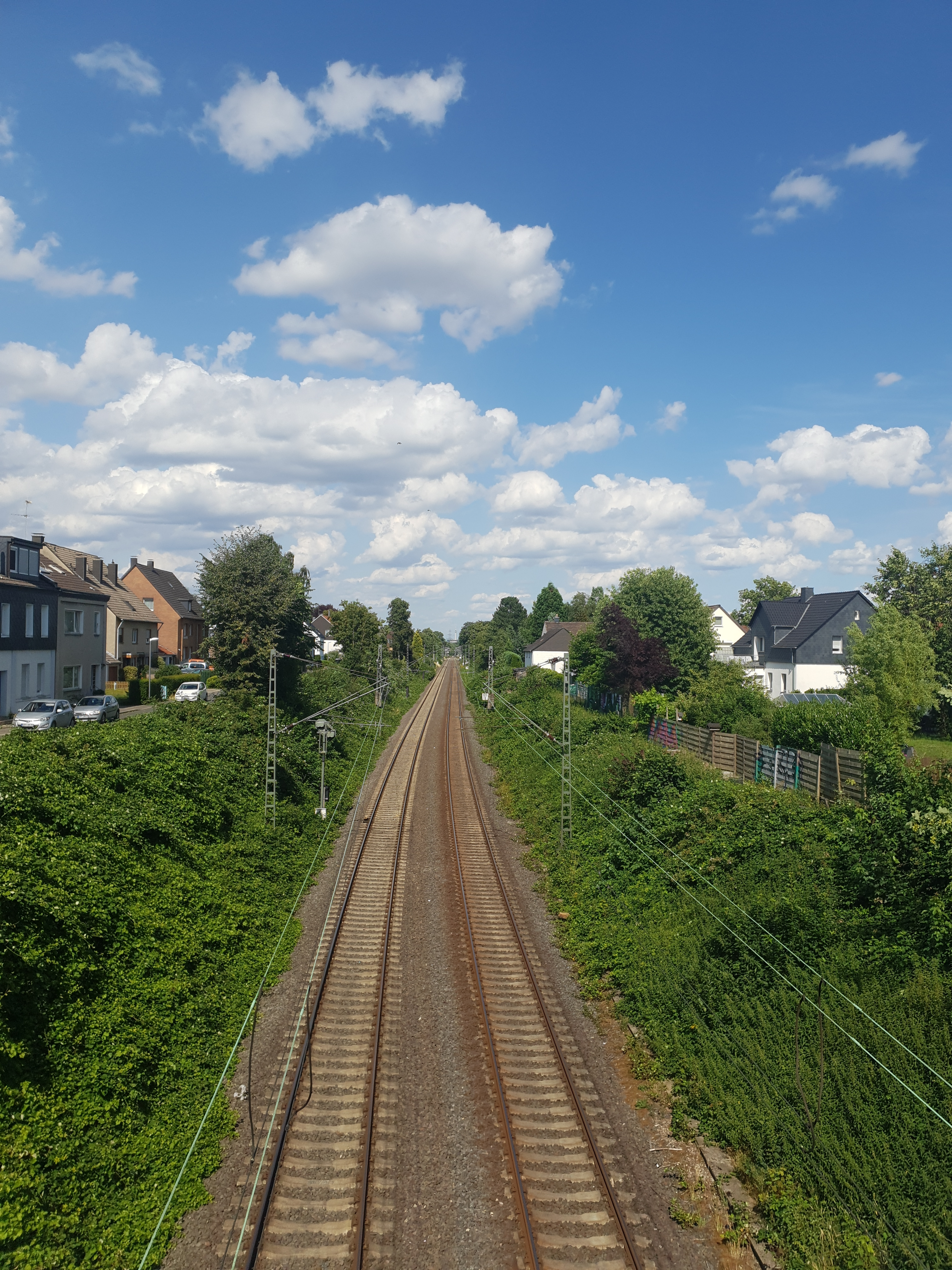
La ligne de chemin de fer à hauteur de Wattenscheid-Höntrop

L'épine dorsale du transport régional sur l'axe ferroviaire principal de la région de la Ruhr est le Regional-Express. Le RE circule toutes les heures entre la gare centrale de Dortmund et la gare centrale de Duisbourg le RE 1 « NRW-Express (de) », le RE 6 « Westfalen-Express (de) » et le RE 11 « Rhin-Hellweg-Express (de) ».
La ligne S 1 du S-Bahn Rhin-Ruhr circule également toutes les demi-heures ou tous les quarts d'heure (cette dernière entre Dortmund et Essen) sur l'ensemble du trajet entre Dortmund et Duisbourg, en utilisant le nouvel itinéraire de 1983 entre Dortmund et Bochum et l'itinéraire original via Steele entre Bochum et Essen. Le S-Bahn est densifié dans la section entre Essen-Steele-Est (de) et Mülheim-Styrum (de) par la S 3 en route de Hattingen-Mitte (de) à la gare centrale d'Oberhausen. La section vers la gare centrale de Witten (de) est desservie depuis Essen par le RE 16 « Ruhr-Lenne-Express (de) » via la gare centrale de Hagen jusqu'à Iserlohn et environ 30 min décalé par le RB Ligne 40 « Ruhr-Lenne-Bahn » jusqu'à Hagen. En provenance de Dortmund, le RE 4 « Wupper-Express (de) » passe par Wuppertal pour se rendre à Aix-la-Chapelle et le RE 34 « Dortmund-Siegerland-Express (de) » passe par Finnentrop (de) pour se rendre à Siegen (de).
La section entre la gare centrale d'Essen et la gare centrale de Duisbourg est utilisée par la RE 2 « Rhin-Haard-Express (de) », dans les deux gares, changement vers les anciennes lignes « rhénanes » (de). D'Essen à Duisbourg- Krefeld (de)-Mönchengladbach (de) s'ajoute le RB 33 « Ligne Rhin-Niers (de) ».
La section la plus courte du RE 14 « Emscher-Pays-de-Münster-Express (de) » et le S 9, les deux lignes viennent de la direction de Gladbeck (de) et suivent depuis Essen-Dellwig-Est (de) le tracé de l'ancienne ligne Mülheim-Heißen-Oberhausen-Osterfeld-Nord (de), qui fusionne avec la ligne S-Bahn à l'halte Essen-Frohnhausen (de), mais sans liaison de quai et donc sans arrêt. Les lignes RE 14 et RE 49 (Wesel-Wuppertal-Wesel) (de) ont cependant un arrêt à Essen-Ouest (de) ; là 14 tours à la gare centrale d'Essen. Il y a un intervalle d'environ 15 minutes entre Gladbeck-Ouest, la gare centrale de Bottrop, Essen-Borbeck, la gare centrale d'Essen et Essen-Steele par les lignes RE 14 / RE 49  et S 9. RE 49 und S 9 continueent sur la courbe de raccordement jusqu'à la ligne Essen-Wuppertal.

## Tarif
Dans les trains locaux et régionaux, seul le tarif associatif s'applique pour les trajets au sein de l'Association de transport Rhin-Ruhr (de) (VRR). Pour les trajets au-delà des limites de l'association, les tarifs transitoires vers les communautés de transport voisines ainsi que le tarif NRW (de) s'appliquent. Pour les voyages en train longue distance, les billets de la Deutsche Bahn AG doivent également être achetés dans le VRR.

## Caractéristiques spéciales
- Le kilométrage inhabituel de l'itinéraire (débutant au kilomètre 107,3 à Duisburg-Ruhrort) est dû au fait que la ligne Aix-la-Chapelle-Mönchengladbach (de) et la ligne Duisbourg-Ruhrort-Mönchengladbach (de) de la compagnie de chemin de fer Aix-la-Chapelle-Düsseldorf-Ruhrort (de) sont inclus. Le kilométrage commence à Aix-la-Chapelle (km 0,0) via Mönchengladbach (km 63,9) et Krefeld-Uerdingen Hp (km 93,7) jusqu'à Duisburg-Homberg (km 105,9). C'est ensuite le tour de la ligne Ruhrort-Homberg (de).
- Bien que le pont sur le canal Rhin-Herne n'est prévu que pour une seule voie, la ligne de cette section est à double voie jusqu'à sa fermeture. Cela est rendu possible grâce à une boucle de voie dans la zone du pont, ce qui a permis d'économiser des aiguillages (mais bien sûr, une sécurité des poteaux de blocage était toujours nécessaire). Après la fermeture de la ligne, le pont est démoli[4].
- Alors que le remblai ferroviaire du tronçon entre Duisbourg-Meiderich Süd et Duisbourg-Ratingsee à l'est de la Bahnhofstraße est encore clairement visible, le remblai ferroviaire entre la Bahnhofstraße et la Singstraße est entièrement supprimé pour faire place à la rampe de la métro léger de Duisbourg, où les tramways de la ligne 903 (de) reviennent désormais à la lumière du jour après être passés sous les ports de la Ruhr et de Duisbourg-Ruhrort (de).